# Дербак Леонід Іванович
Дербак Леонід Іванович (1973—2023) — старший сержант Збройних Сил України, учасник російсько-української війни, який загинув під час повномасштабного російського вторгнення в Україну.

## Життєпис
Народився 24 липня 1973 року в м. Ужгород, зростав у с. Колочава. Після закінчення школи вступив до Міжгірського медичного училища, яке закінчив у 1992 році. Потім працював в Ужгородській міській клінічній лікарні медичним братом. У 1992-1993 роках служив в Українській армії, після чого продовжив працювати на попередньому місці роботи.
Із 1995 року працював у органах внутрішніх справ, вступив на навчання в академію УМВС, яку успішно закінчив у 2001 році. Продовжував працювати старшим слідчим із особливо важливих справ УМВС України в Закарпатській області. У 2015 році вийшов на пенсію в званні підполковника міліції. Одружився в 2001 році з дружиною Лесею, прожили у шлюбі 22 роки, виховали двох синів Едуарда та Івана. З перших днів повномасштабної війни вступив добровольцем до лав Збройних сил України зі словами: «А хто піде, як не я?».
9 березня 2023 року, близько 7 год 10 хв, противник у складі незаконних збройних формувань та сил російської федерації здійснив штурмові дії та мінометний обстріл спостережного пункту позицій підрозділів Сил Оборони України, які займала 2 стрілецька рота військової частини А7124 101-ї Окремої Бригади ТрО Сил Територіальної Оборони ЗСУ, в районі села Привілля Соледарської міської громади Бахмутського району Донецької області, внаслідок чого старший сержант Леонід Дербак, бойовий медик стрілецького взводу стрілецької роти військової частини А7124 101-ї Окремої Бригади ТрО Сил Територіальної Оборони ЗСУ, загинув на полі бою від отриманих травм та поранень, не сумісних із життям.
Поховали Леоніда Дербака з усіма військовими почестями на Пагорбі Слави. 
Нагороджений званням «Почесний громадянин міста Ужгорода»(посмертно) .

## Нагороди
- звання «Почесний громадянин міста Ужгорода» (посмертно)